# Andy Jones (cầu thủ bóng đá, sinh năm 1986)
Andy Stuart Jones (sinh ngày 12 tháng 2 năm 1986) là một cựu cầu thủ bóng đá chuyên nghiệp người Anh thi đấu ở Football League cho Mansfield Town.